# 미부정 (히로시마현)
미부정(壬生町)은 히로시마현 야마가타군에 설치되었던 정이다. 1954년 11월 3일 미부정, 야에정, 카와사코촌, 미나미카타촌, 혼지촌 등 5개 정촌이 합병, 지요다정이 신설되고 폐지되었다.